# ATRAC CD
ATRAC CD(アトラックシーディー)とは、ATRAC3plus、またはATRAC3形式で記録される音楽CD。

## 概要
CD-DAがリニアPCMによって記録されるのに対し、ATRAC CDで用いられるATRAC3及びATRAC3plusは非可逆圧縮形式である。
SonicStage上において作成が可能であり、約490曲收録（1曲を4分で換算、ATRAC3plus / 48kbpsモード時）、CDウォークマンなどのソニー製音楽プレーヤで再生できる。
なお、CD-R/CD-RWに転送できるビットレートはATRAC3及びATRAC3plusの下記６種類だけであり、例えばATRAC3plusの192kbpsのファイルは転送できない。そのため転送できるビットレートに再変換した上で転送している。この”転送できないビットレートのファイルが出てきたとき”にどのような再変換を行うかは、SonicStage「ATRAC CD」の書込み設定画面で選択することができる。
・転送できるビットレート
　　ATRAC3plus　･･･　256kbps、64kbps、48kbps
　　ATRAC3　･･･　132kbps、105kbps、66kbps